# FDMA
FDMA (Frequency Division Multiple Access, ou Múltiplo Acesso por Divisão de Frequência) é um método de acesso ao canal que baseia-se na divisão da banda de frequência disponibilizada em faixas de frequência relativamente estreitas, 30KHz cada, as quais são denominadas canais e que são alocadas exclusivamente a um usuário durante todo o tempo de sua conexão (chamada). Esse tipo de técnica requer filtros passa-faixa de alta rejeição de banda. Além desse detalhe é utilizada a banda de guarda entre frequências adjacentes para não haver a necessidade de lidar com desvios de frequência dos osciladores locais e minimizar a interferência entre canais adjacentes.